# Wapen van Tienhoven (Stichtse Vecht)

Wapen van Tienhoven

Het wapen van Tienhoven werd niet officieel verleend of bevestigd door de Hoge Raad van Adel aan de Utrechtse gemeente Tienhoven. Op 1 juli 1957 ging Tienhoven op in de gemeente Maarssen, die op haar beurt in 2011 opging in gemeente Stichtse Vecht. Het wapen van Tienhoven is daardoor komen te vervallen als gemeentewapen. 

## Blazoenering
De blazoenering van het wapen luidde als volgt:
In keel 11 vierkanten van goud, geplaatst 4,1,3,1 en 2.
De heraldische kleuren zijn keel (rood) en goud (goud of geel).

## Verklaring
Bij de site Nederlandse Gemeentewapens is geen verklaring bekend. Een andere internetbron geeft overigens een iets andere beschrijving van het wapen: van rood met 15 blokken, geplaatst 4.3.3.3.2. de eerste en de laatste blokken van de tweede en de vierde rij zijn uitgesneden in de vorm van een I. Het laatste blok op de tweede rij en het eerste blok op de vierde rij zijn van zwart, al de vorige van goud. waarbij de uitgesneden blokken waarschijnlijk zuilen moesten voorstellen.
Abcoude
· Abcoude-Baambrugge
· Abcoude-Proostdij
· Achttienhoven
· Amerongen
· Benschop
· Breukelen
· Breukelen-Nijenrode
· Breukelen-Sint Pieters
· Bunnik
· Cothen
· Darthuizen
· De Vuursche
· Doorn
· Driebergen
· Driebergen-Rijsenburg
· Everdingen
· Haarzuilens
· Hagestein
· Harmelen
· Hoenkoop
· Hoogland
· Houten
· Indijk
· Jaarsveld
· Jutphaas
· Kamerik
· Kockengen
· Langbroek
· Leersum
· Linschoten
· Loenen
· Loenersloot
· Loosdrecht
· Maarn
· Maarssen
· Maarsseveen
· Maartensdijk
· Mijdrecht
· Nigtevecht
· Noord-Polsbroek
· Odijk
· Oudenrijn
· Polsbroek
· Rijsenburg
· Ruwiel
· Schalkwijk
· Snelrewaard
· Sterkenburg
· Stoutenburg
· Tienhoven
· Vianen 
· Vinkeveen
· Vinkeveen en Waverveen
· Vleuten
· Vleuten-De Meern
· Vreeland
· Vreeswijk
· Waarder
· Waverveen
· Werkhoven
· Westbroek
· Willeskop
· Willige Langerak
· Wilnis
· Zegveld
· Zuilen
· Zuid-Polsbroek